# ایپوپیرا
ایپوپیرا (به پرتغالی: Ipupiara) یک منطقهٔ مسکونی در برزیل است که در باهیا واقع شده‌است. ایپوپیرا ۹٬۹۱۱ نفر جمعیت دارد.